# Megalomyrmex timbira
Megalomyrmex timbira (лат.) — вид муравьёв рода Megalomyrmex из подсемейства мирмицины (Myrmicinae, Solenopsidini). Южная Америка: Венесуэла.

## Описание
Муравьи среднего размера (около 8 мм) красновато-коричневого цвета, гладкие и блестящие. Ширина головы (HW) 1,63-1,65 мм, длина головы (HL) 1,78-1,83 мм, длина скапуса усика (SL) 2,13-2,20 мм.
Усики 12-члениковые с булавой из 3 сегментов. Формула нижнечелюстных и нижнегубных щупиков щупиков — 4,3. Жвалы с несколькими зубцами (обычно 5-6). Жало развито. Стебелёк между грудкой и брюшком состоит из двух члеников: петиоля и постпетиоля. Заднегрудка без проподеальных зубцов.
Биология не исследована. Некоторые другие виды рода известны как специализированные социальные паразиты муравьёв-листорезов Attini, в гнёздах которых обитают и питаются в грибных садах вида-хозяина. Вид был впервые описан в 1990 году бразильским мирмекологом Карлосом Роберто Ф. Брандао (Dr. Carlos Roberto F. Brandão; Museu de Zoologia da Universidade de São Paulo, Сан-Пауло, Бразилия). Таксон включён в видовую группу Megalomyrmex leoninus-group вместе с видами M. balzani, M. foreli, M. glaesarius M. cyendyra, M. emeryi, M. pacova, M. staudingeri, M. acauna, M. leoninus. Видовое название timbira на языке тупи означает сирота, так как в типовой серии не было обнаружено самок.